# استان آرکه
استان آرکه (به اسپانیایی: Provincia de Arque) یکی از استان‌های بولیوی در بولیوی است که در شهرستان کوچوبامبا واقع شده‌است. استان آرکه ۱٬۰۷۷ کیلومتر مربع مساحت و ۲۳٬۴۶۴ نفر جمعیت دارد.